# Werner Issel
Werner Issel (* 11. Juni 1884 in Buxtehude; † 16. November 1974 in Bad Sachsa; vollständiger Name: Werner Ludwig Otto Issel) war ein deutscher Architekt, der sich vor allem dem Industrie- und Kraftwerksbau widmete.

## Familie
Werner Issel war ein Sohn des Baugewerkschullehrers und Lehrbuchautoren Hans Issel und dessen Ehefrau. Hans Issel unterrichtete von 1892 bis 1898 an der Baugewerkschule Idstein. Während dieser Zeit ging sein Sohn in Idstein zur Schule. Nach dem Zweiten Weltkrieg lebte Issel erneut einige Zeit in Idstein. Zeitweise spielte er mit dem Gedanken, sich in dieser Stadt, die er immer als seine eigentliche Heimatstadt ansah, dauerhaft niederzulassen.

## Beruf
Issel wird zu den bedeutendsten Architekten des Industriebaus im 20. Jahrhundert gezählt. Von 1906 bis 1966 entwarf er Industrie- und Kraftwerksbauten für sich rasant wandelnde technische Anforderungen. Er begann seine Berufslaufbahn 1906 bei der Bauabteilung der AEG in Berlin. Seit 1915 führte er mit Walter Klingenberg, dem Bruder des AEG-Kraftwerks-Ingenieurs Georg Klingenberg, ein Planungsbüro in Berlin, das er später allein leitete. In den 1920er und 1930er Jahren realisierte er zahlreiche Kraftwerksbauten. Nach 1945 verlegte er sein Planungsbüro zunächst nach Wiesbaden und später nach Bad Sachsa. Er plante weitere Kraftwerke und Industrieanlagen, vor allem Chemiefabriken.

## Bauten und Entwürfe
(unvollständig)

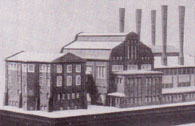
Kraftwerk Heegermühle, Entwurf von Klingenberg und Issel

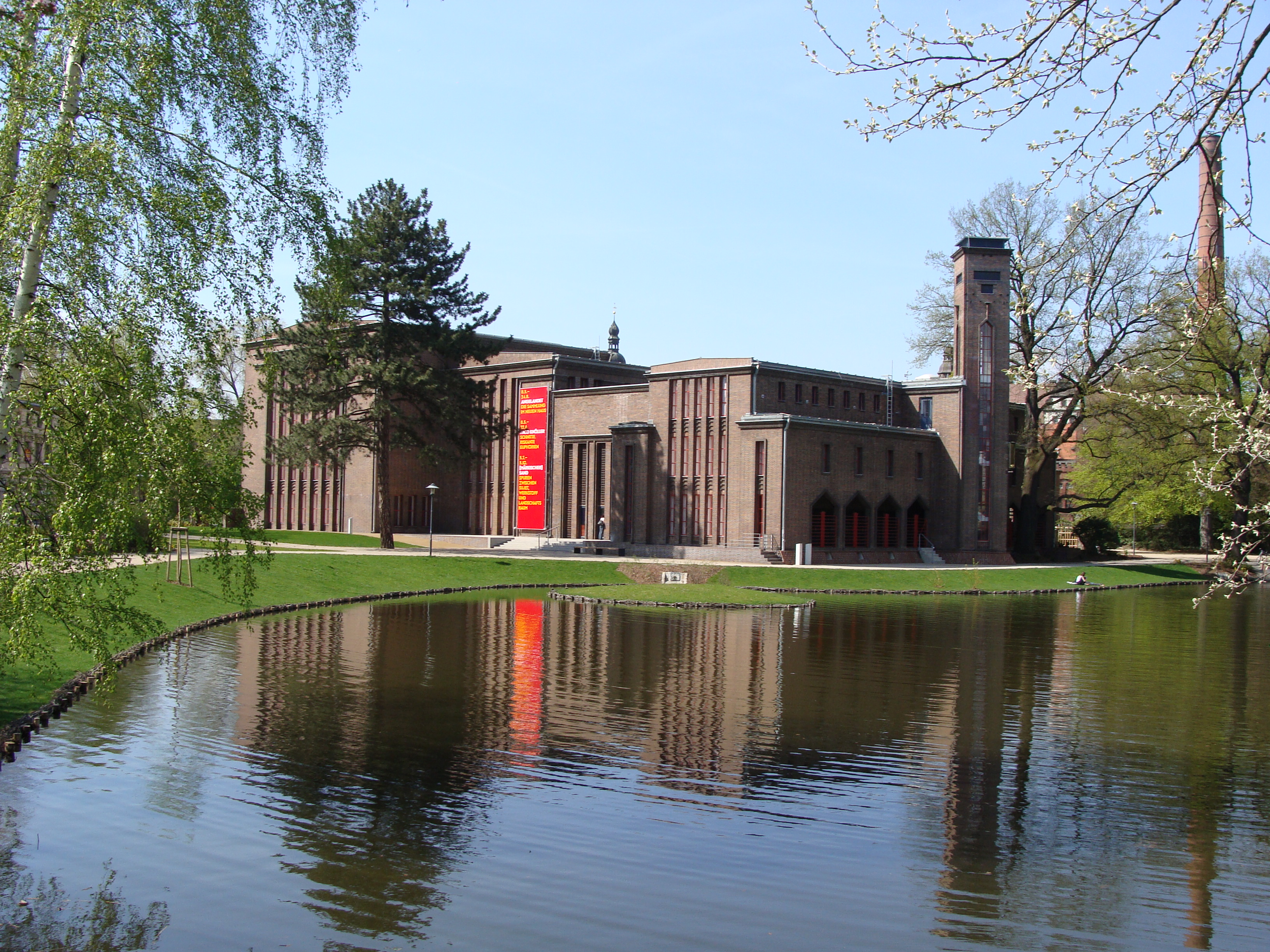
Dieselkraftwerk Cottbus

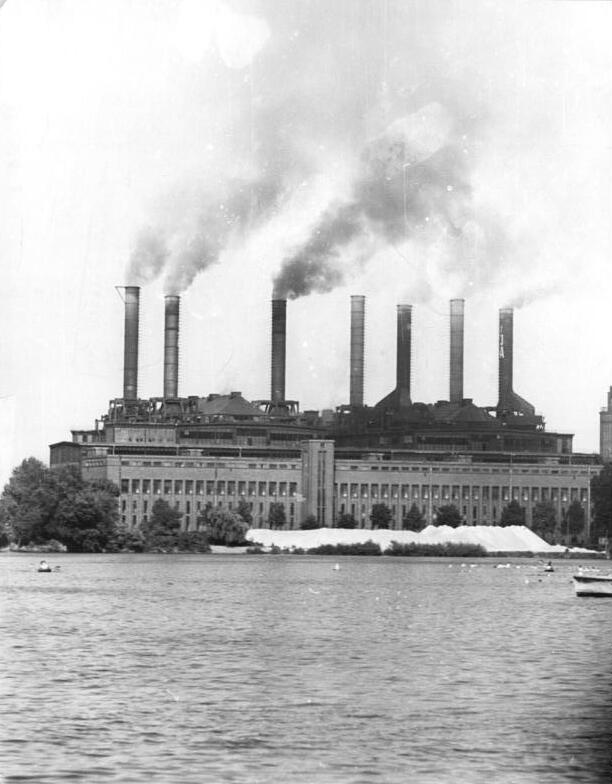
Kraftwerk Klingenberg (1951)

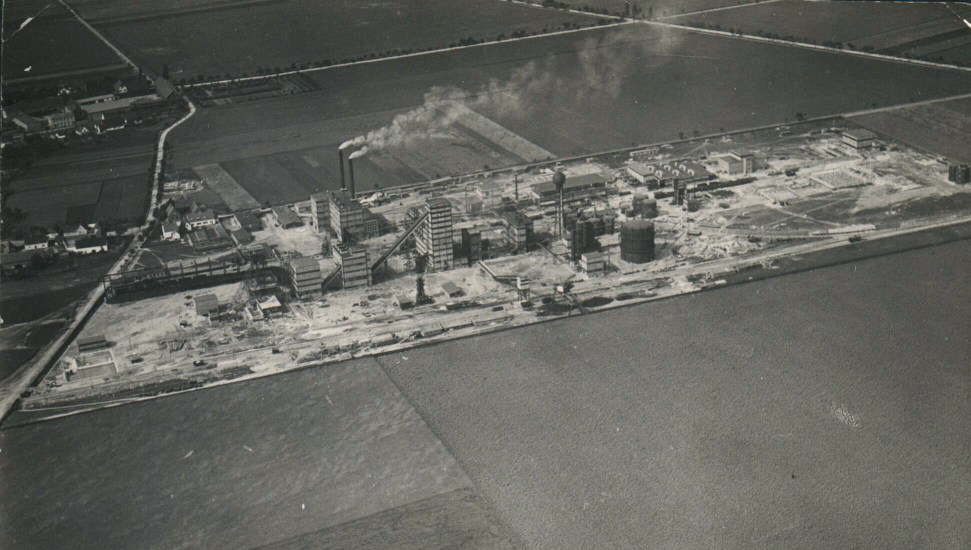
Kraftwerk und Schwelwerk Gölzau

- 1909–1910: Kraftwerk Heegermühle der Märkisches Elektrizitätswerk AG am Finowkanal bei Eberswalde, Wolfswinkeler Straße (1991 stillgelegt, unter Denkmalschutz, 2006 teilweise abgerissen)
- 1912: Braunkohle-Kraftwerk „Fortuna“ I für die Rheinische Elektrizitätswerke im Braunkohlenrevier AG (REW) bei Oberaußem (Rhein-Erft-Kreis) (1965 stillgelegt und abgerissen)[2]
- 1911–1912: Kraftwerk Elbtalzentrale Pirna[3]
- 1912: Kraftwerk Hirschfelde[3]
- 1913: Kraftwerke Breitungen, Schönmühl/Hamburg, Arzberg/Bayern[3]
- 1912–1913: Straßenbahndepot Heiligensee, Berlin-Heiligensee
- 1914–1917: Steinkohle-Kraftwerk „Gersteinwerk“ der Elektrizitätswerk Westfalen AG (EWW) bei Werne an der Lippe
- 1915–1917: Großkraftwerk Golpa-Zschornewitz der Elektrowerke AG (EWAG) in Zschornewitz bei Golpa (Kreis Bitterfeld) (damals größtes Braunkohlekraftwerk der Welt, später mehrfach erweitert)
- vor 1918: Unterstationen Hirschberg, Lauban, Niedersalzbrunn und Ruhbank im Verlauf der Elektrifizierung der Bahnstrecke Lauban – Gross-Königszelt[2]
- vor 1918: verschiedene Transformatorenstationen, u. a. für die Überlandzentrale Neumark AG, die Thüringer Elektrizitäts-Lieferungs-Gesellschaft AG und das Elektrizitätswerk Obererzgebirge[2]
- 1920–1926: Neue Kolonie in Zschornewitz[4]
- 1922: Umspannwerk „Zille“ (später gen. „Gleichrichterwerk Charlottenburg“ oder Umspannwerk „Knie“) der BEWAG in Berlin-Charlottenburg, Zauritzweg 13–17 (teilweise erhalten und unter Denkmalschutz)
- 1922–1923: Wohnhaus für Georg Klingenberg in Berlin-Westend, Alemannenallee 6
- 1921–1922: Haus Issel in Berlin-Lichterfelde, Am Karpfenpfuhl 4[5]
- 1922–1924: Großkraftwerk Main-Weser in Borken (Hessen)
- 1923: Heizkraftwerk für die Chemische Fabrik Leopold Cassella & Co. in Frankfurt am Main, Hanauer Landstraße
- 1924(?): Kraftwerk der Mannesmannröhren-Werke AG in Düsseldorf-Rath
- 1925–1927: Großkraftwerk Rummelsburg für die BEWAG, seit 14. Mai 1927 genannt „Kraftwerk Klingenberg“, in  Berlin-Rummelsburg, Köpenicker Chaussee
- 1926–1928: Kraftwerk für die AEG-Transformatorenfabrik (TRO) in Berlin-Oberschöneweide
- 1927–1928: Kraftwerk Schulau für die Elektricitätswerk Unterelbe AG in Schulau bei Wedel (Holstein) (mit Hans Poelzig)
- 1928: Wohnsiedlung „Helma-Steinbach-Siedlung“ für die Beschäftigten des Kraftwerks Schulau bei Wedel
- 1927–1928: Dieselkraftwerk in Cottbus, auf der Spreeinsel, heute Kunstmuseum
- 1927–1928: Kraftwerk und Schwelwerk Weißandt-Gölzau der Kohlenveredelung und Schwelwerke AG (zum AEG-Konzern gehörig, Abriss 1995/2007)[6]
- 1928: Umspannwerk Oberscheld
- 1928–1933: Elektrizitäts- und Gaswerk in Sıhhiye, Ankara (2006 abgerissen)[7]
- 1930–1931: Erweiterung für das Kraftwerk Moabit in Berlin-Moabit
- 1935–1938: Benzingewinnungsanlagen für die BRABAG in Schwarzheide und Zeitz[8]
- 1937–1938: Junkers Flugzeug- und Motorenwerke AG, Motorenbau Zweigwerk Magdeburg in Magdeburg-Neue Neustadt
- 1938–1939: Wohnhaus eines Betriebsdirektors in Berlin-Kladow, Uferpromenade 34 (Gartenanlagen von Gustav Allinger)[9]
- 1938–1941: Gestaltung der Werksanlagen der Union Rheinische Braunkohlen Kraftstoff AG in Wesseling[10]
- 1939: Sport- und Waldpark für die Junkers-Flugzeugwerke in Dessau, Kühnauer Straße (Gartenanlagen von Gustav Allinger)[11]
- 1946: Hydrierwerk Krasnoi nördlich von Moskau[3]
- 1952: Hauptverwaltung der Steag in Essen[12]
- 1952: Kraftwerk Ennsdorf an der Saar[3]
- 1953–1954: Kauen- und Verwaltungsgebäude für das Erzbergwerk Ramsbeck (heute Museum Sauerländer Besucherbergwerk Bestwig-Ramsbeck)
- 1953–1957: Braunkohle-Kraftwerk „Fortuna“ III bei Oberaußem (Erftkreis)
- 1954–1955: Heizkraftwerk München-Müllerstraße[13][14]
- 1962: Steag-Kraftwerk in Lünen